# Louis Daquin
Pour les articles homonymes, voir Daquin.
Louis Daquin est un réalisateur et scénariste français, né le 30 mai 1908 à Calais et mort le 2 octobre 1980 à Paris.

## Biographie
Il est né en 1908 dans une famille de petits commerçants. Licencié en droit et diplômé de HEC, après avoir été journaliste, rédacteur publicitaire aux usines Renault, et s'être essayé à l'écriture théâtrale, Louis Daquin, Louis Léon Auguste Daquin de son nom complet, devient assistant réalisateur en 1932 ; il travaille notamment avec Fedor Ozep, Pierre Chenal, Julien Duvivier, Abel Gance et surtout Jean Grémillon.
Il signe sa première réalisation en 1938 avec la version française du film de Gerhard Lamprecht Le Joueur. Il réalise plusieurs longs-métrages pendant l'Occupation, alors qu'il est engagé dans la Résistance avec le Parti communiste français, pour le compte duquel il tourne un court-métrage après la Libération. Il écrit également en 1941 un roman policier, L'Énigme de Pelham, sous le pseudonyme de Lewis MacDakin.
Il exerce plusieurs fonctions au cours de sa carrière : secrétaire général du Comité de libération du cinéma en 1944, cofondateur de la Coopérative générale du cinéma français, secrétaire général du Syndicat des techniciens de la production cinématographique CGT de 1945 à 1962, et président de la Société des réalisateurs de films (SRF) de 1977 à 1978,,.
La Confédération générale du travail (CGT) lui commande un documentaire sur la grande grève des mineurs de 1948, en pleine grève, avec commentaire par Roger Vailland. Louis Daquin offre aussi son premier rôle d'envergure au cinéma à Michel Piccoli, dans Le Point du jour, une chronique là encore consacrée à la vie des mineurs du Nord.
Malgré quelques films remarqués, il rencontre des difficultés à partir des années 1950 pour financer ses projets. Ses engagements politiques lui valent en effet d'être progressivement marginalisé. Une adaptation de Bel-Ami est ainsi taillée en pièces par la censure dans la deuxième partie de ces années 1950. Il part tourner on Roumanie Les Chardons du Baragan en 1957, d'après un roman de Panaït Istrati, puis à Berlin-Est, une adaptation de La Rabouilleuse, de Balzac. En 1962, il se contente d'être directeur de production sur Paris brûle-t-il de René Clément. Il réalise son dernier film en 1963, La Foire aux cancres. Il entame une autre carrière, en 1970, comme directeur des études de l'Institut des hautes études cinématographiques, jusqu'à son départ à la retraite, en 1977.
Louis Daquin était marié avec la comédienne Clara Gansard avec laquelle il a eu deux enfants, Jean-Michel et Marc Daquin. Il était le père naturel du militant trotskiste Michel Recanati.
Il existe une rue Louis-Daquin à Oissel (Seine-Maritime). Le cinéma municipal du Blanc-Mesnil (Seine-Saint-Denis) porte son nom. La salle municipale de spectacle de La Ricamarie (Loire) s'appelle salle Louis-Daquin.

## Filmographie

### Réalisateur
- 1938 : Le Joueur, coréalisé avec Gerhard Lamprecht
- 1941 : Nous les gosses
- 1943 : Le Voyageur de la Toussaint
- 1943 : Madame et le Mort
- 1944 : Premier de cordée
- 1946 : Nous continuons la France (court métrage documentaire)
- 1946 : Les lendemains qui chantent (court métrage documentaire)[8]
- 1946 : Patrie
- 1947 : La Grande Lutte des mineurs (court métrage documentaire)
- 1948 : Les Frères Bouquinquant
- 1949 : Le Point du jour[9]
- 1949 : La Bataille de la vie (court métrage documentaire)
- 1949 : Le Parfum de la dame en noir
- 1950 : Hommage à Lénine (documentaire sur le meeting organisé par le PCF, salle de la Mutualité à Paris, le 20 janvier 1950)
- 1951 : Maître après Dieu
- 1955 : Bel-Ami
- 1958 : Les Chardons du Baragan (Ciulinii Baraganului)
- 1960 : La Rabouilleuse ou Les Arrivistes
- 1963 : La Foire aux cancres
- 1969 : Café du square[10] (série télévisée en 30 épisodes)

### Scénariste
- 1948 : Les Frères Bouquinquant
- 1949 : Le Point du jour
- 1955 : Bel-Ami
- 1958 : Les Chardons du Baragan (Ciulinii Baraganului)
- 1960 : Les Arrivistes

### Acteur
- 1937 : Gueule d'amour de Jean Grémillon (non crédité au générique)
- 1937 : L'Homme de nulle part de Pierre Chenal
- 1943 : Adieu Léonard de Pierre Prévert (non crédité au générique)
- 1966 : Paris brûle-t-il ? de René Clément (non crédité au générique)
- 1969 : Café du square de Louis Daquin (série TV)
- 1971 : Léa l'hiver de Marc Monnet
- 1973 : L'Agression de Gérard Pirès (caméo)
- 1975 : Section spéciale de Costa-Gavras
- 1978 : En l'autre bord de Jérôme Kanapa : le procureur
- 1978 : La Tortue sur le dos de Luc Béraud (voix)
- 1978 : Mais ou et donc Ornicar de Bertrand Van Effenterre
- 1979 : Le Journal de Philippe Lefebvre

### Directeur de production
- 1936 : Un grand amour de Beethoven d'Abel Gance
- 1939 : La Tradition de minuit de Roger Richebé
- 1965 : Paris brûle-t-il ? de René Clément
- 1967 : Un homme de trop de Constantin Costa-Gavras
- 1970 : Dernier Domicile connu de José Giovanni

## Théâtre

### Dramaturge
- Pat (1932),
- Les Crapauds (1934)

### Metteur en scène
- 1952 : Le Colonel Foster plaidera coupable de Roger Vailland, Théâtre de l'Ambigu-Comique
- 1966 :  Jehanne Vérité, spectacle épique et musical en 2 actes et 13 tableaux de Raymond Legrand avec Colette Renard, Cirque de Montmartre, Paris, décembre 1966 (BNF 39463976)

## Publications
- Le Cinéma, notre métier, Éditeurs français réunis, 1960
- On ne tait pas ses silences, Éditeurs français réunis, 1980